# Anoplophora horsfieldii
Anoplophora horsfieldii es una especie de escarabajo longicornio del género Anoplophora, subfamilia Lamiinae. Fue descrita científicamente por Hope en 1842.
Se distribuye por China e India. Mide 23-43 milímetros de longitud. El período de vuelo de esta especie ocurre en los meses de junio, julio, agosto y septiembre.
Parte de la dieta de Anoplophora horsfieldii se compone de plantas de las familias Meliaceae, Fagaceae, Theaceae y Ulmaceae.

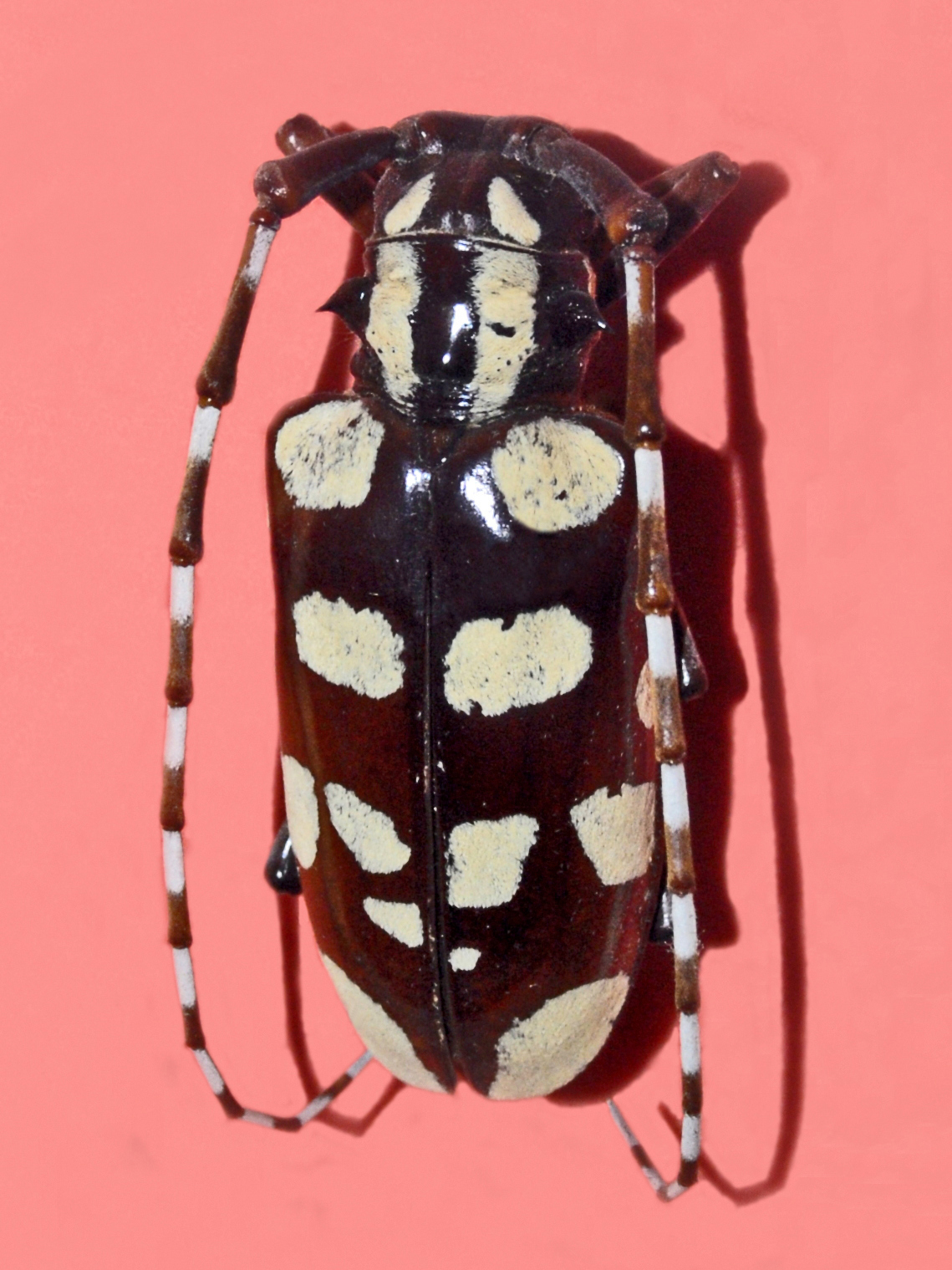
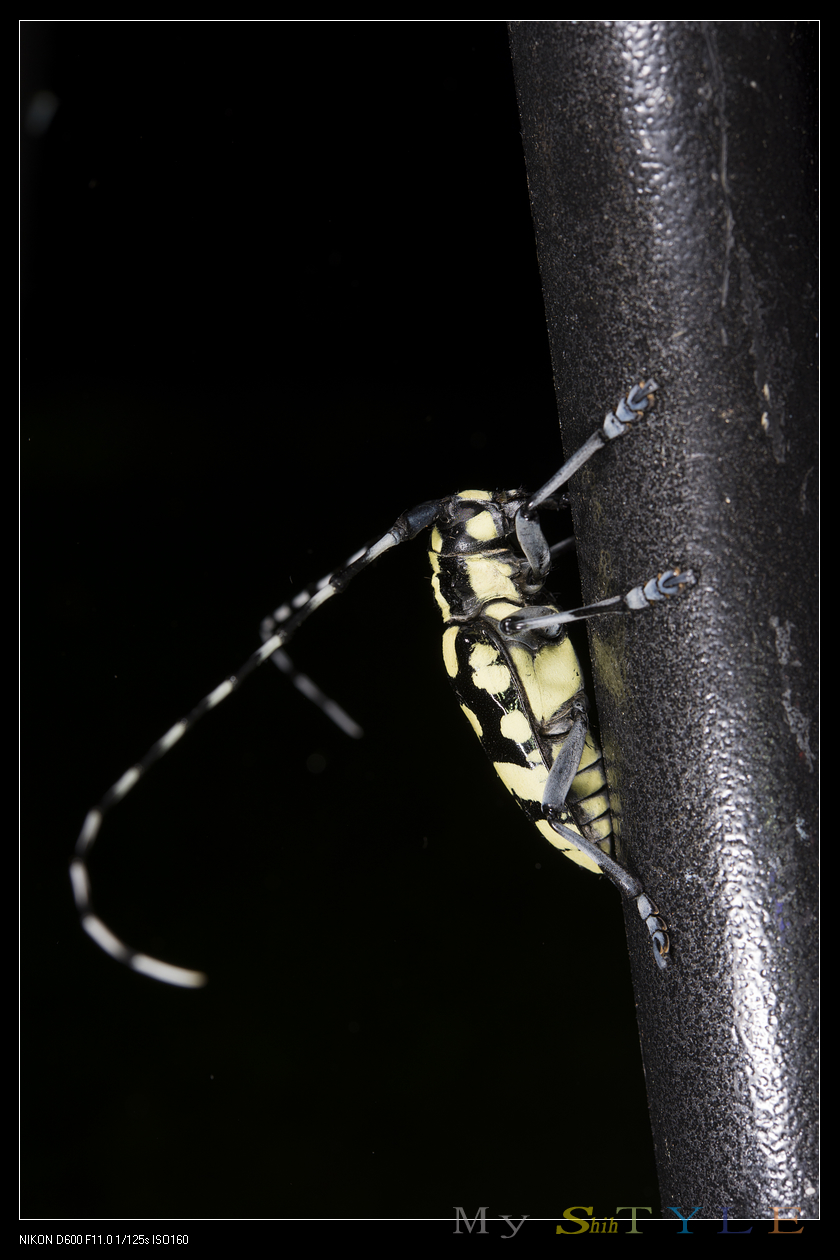
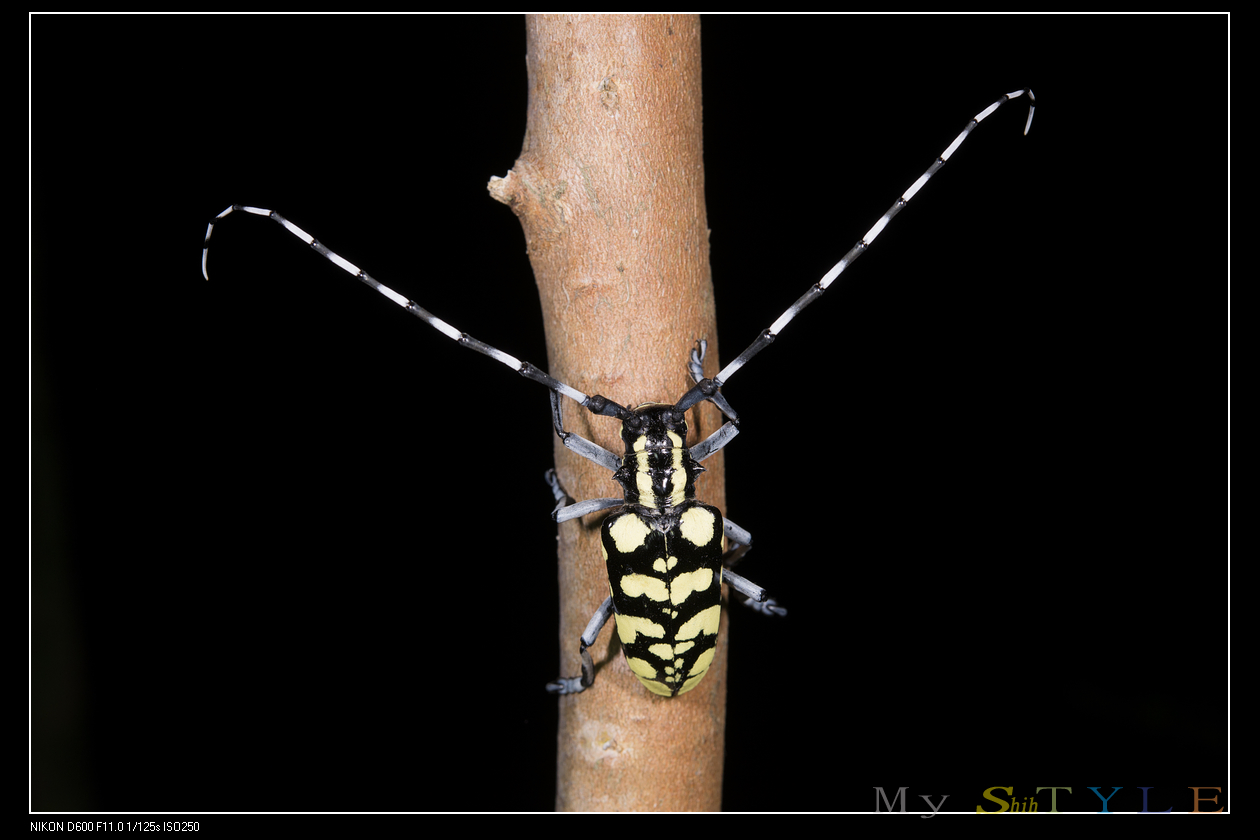
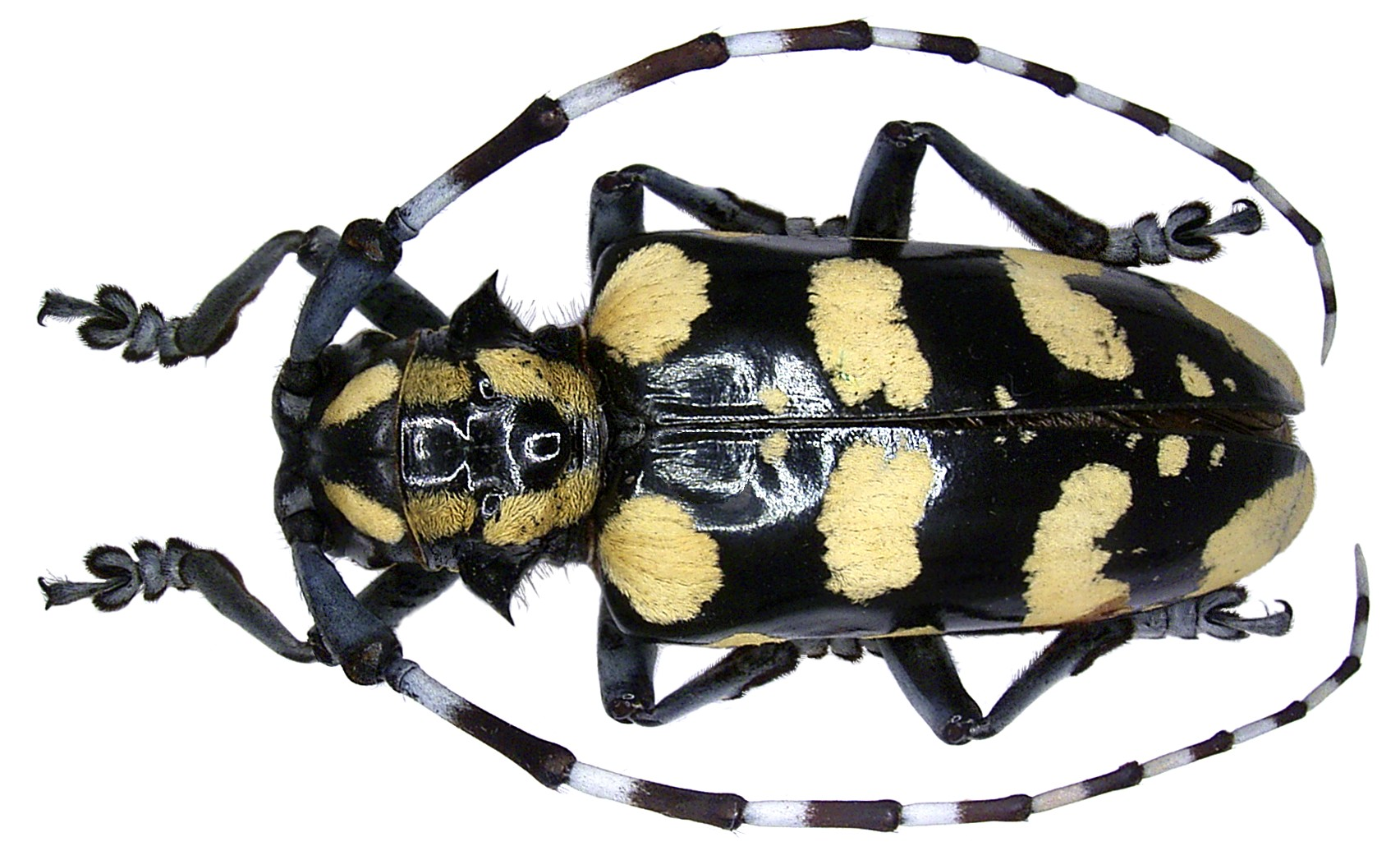